# Schizothorax heterophysallidos
Schizothorax heterophysallidos är en fiskart som beskrevs av Yang, Chen och Yang 2009. Schizothorax heterophysallidos ingår i släktet Schizothorax och familjen karpfiskar. Inga underarter finns listade i Catalogue of Life.